# Louis Menand
Louis „Luke“ Menand (* 21. Januar 1952 in Syracuse, New York) ist ein US-amerikanischer Anglist, Literaturkritiker und Kulturhistoriker und Pulitzer-Preisträger.
Menand erhielt 1973 vom Pomona College einen Bachelor in creative writing (Kreatives Schreiben) und von der Columbia University 1975 einen Master und 1980 einen Ph.D. in Anglistik und Komparatistik. 1990 empfing er ein Guggenheim-Stipendium.
Seit 1994 war er Autor für The New York Review of Books und seit 2001 für The New Yorker. Er schreibt vor allem Buchkritiken. Er ist Professor für Anglistik an der Harvard University; dort hält er Vorlesungen in Humanities, insbesondere Literaturgeschichte. Weitere Professuren hatte er zuvor an der City University of New York, der Princeton University, der Columbia University und der University of Virginia inne.
Für The Metaphysical Club: A Story of Ideas in America erhielt Menand 2002 den Francis Parkman Prize der Society of American Historians und den Pulitzer-Preis für Geschichte.
2011 wurde Menand in die American Academy of Arts and Sciences gewählt. 2015 erhielt er die National Humanities Medal.

## Schriften (Auswahl)
- The Free World: Art and Thought in the Cold War (2021)
- The Marketplace of Ideas (2010)
- American Studies (2002)
- The Metaphysical Club (2001)
- The Cambridge History of Literary Criticism, Volume 7: Modernism and the New Criticism, Hrsg. (2000)
- The Future of Academic Freedom, Hrsg. (1997)
- Pragmatism: A Reader, Hrsg. (1996)
- Discovering Modernism: T. S. Eliot and His Context (1987)